# Pucioasa
Pucioasa ist eine Stadt im Kreis Dâmbovița in der Großen Walachei in Rumänien. 

## Geographische Lage
Pucioasa liegt im Vorland der Karpaten, südlich des Bucegi-Gebirges am Oberlauf des Flusses Ialomița. Die Kreishauptstadt Târgoviște befindet sich etwa 20 km südlich.

## Geschichte
Die Bezeichnung Pucioasa taucht 1649 erstmals auf; ab 1759 kann sie einer Ortschaft zugeordnet werden. Der (heute nicht mehr offizielle) Ortsteil Șerbănești wurde bereits 1538 erwähnt. Die spätere Entwicklung des bis dahin landwirtschaftlich geprägten Ortes war wesentlich von den 1828 entdeckten schwefel- und jodhaltigen Mineralquellen geprägt, die Pucioasa bald zu einem belebten Kurbad machten. 1910 entstand die Gemeinde Pucioasa, die 1929 zur Stadt erklärt wurde. Nach dem Zweiten Weltkrieg änderte sich das Stadtbild durch die Ansiedlung von Industrie, die Errichtung von Neubaublocks und den Abriss traditioneller Bauernhäuser. In den Jahren 1940, 1970 und 1975 kam es an den Hängen über der Stadt zu Erdrutschen, die 1975 Befestigungsmaßnahmen erforderlich machten. 
Der Kurkomplex ist heute (2008) für die Behandlung von 500 Kurgästen ausgelegt. Die wichtigsten Wirtschaftszweige sind neben dem Tourismus die Chemie-, Textil-, Lebensmittel- und die holzverarbeitende Industrie.

## Bevölkerung
Bei der Volkszählung 2002 lebten in Pucioasa 15.263 Personen, darunter 15.123 Rumänen, 119 Roma und 11 Ungarn. Von den 14.254 registrierten Personen 2011, waren 13.492 Rumänen, 128 Roma, vier Italiener, drei Magyaren und restliche ohne Angaben.

## Städtepartnerschaften
- Cartaxo in Portugal seit 1998
- Alcázar de San Juan in Spanien seit 2006
- Vadul lui Vodă in der Republik Moldau seit 2006
- Jonava in Litauen seit 2008

## Verkehr
Pucioasa liegt an der 1912 eröffneten Bahnstrecke von Târgoviște nach Pietroșița. Hier verkehren auch Direktzüge nach Bukarest. Durch die Stadt führt die Nationalstraße Drum național 71 von Tărtășești nach Sinaia. Regelmäßige Busverbindungen bestehen unter anderem nach Târgoviște und Moreni.

## Sehenswürdigkeiten
- Ethnographisches Museum
- Kurkomplex
- Park (19. Jahrhundert)
- Stausee (1974)
- Kloster Dealu (1499), etwa 15 km südlich
- landschaftlich reizvolle Umgebung